# Королевское почтовое ведомство Гибралтара
Королевское почтовое ведомство Гибралтара (англ. Royal Gibraltar Post Office) — почтовый оператор британской заморской территории Гибралтар. В настоящее время является ведомством, входящим в состав правительства Гибралтара.

## История

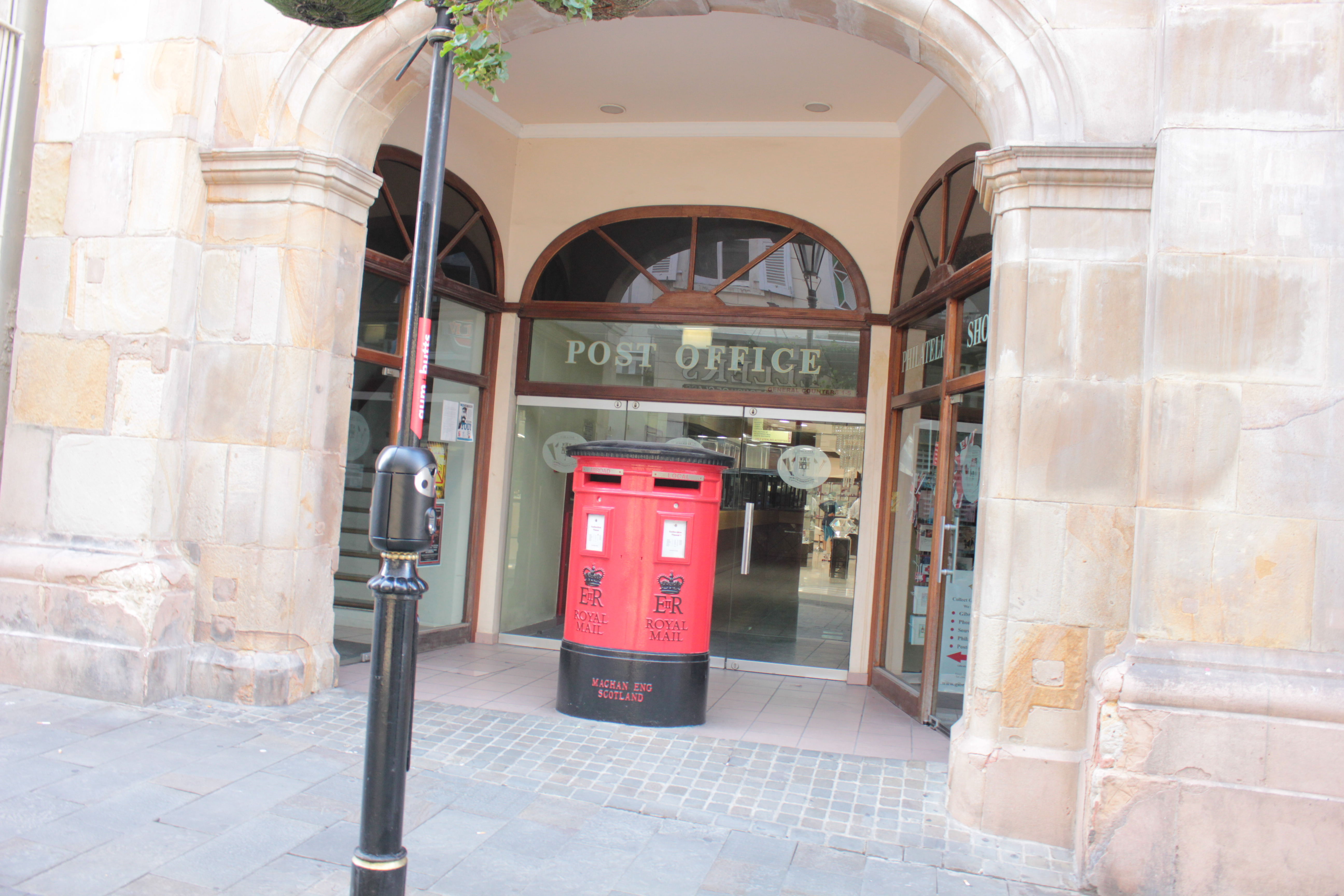
Вход в главный офис Королевского почтового ведомства Гибралтара

Почтовая служба Гибралтара существует уже более 160 лет: в 1857 году Сухопутное почтовое отделение (англ. Overland Post Office), управлявшееся колониальными властями, объединилось с Упаковочным отделом (англ. Packet Agency). Первые марки поступили в продажу в сентябре. Через год на Мэйн-стрит, 104, была завершена постройка нового здания почтового отделения, на данный момент являющегося главным офисом почтовой службы в Гибралтаре.
В 1886 году местные колониальные власти взяли под свой контроль почтовое отделение Гибралтара и начали выпускать собственные марки. Первоначально использовалось оформление марок Бермудских Островов, но к декабрю начали выпускаться марки, имевшие собственный дизайн. Тем не менее, в зависимости от типа почтового отправления, использовались также испанские марки. В период между 1889 и 1898 годами почтовое отделение продавало марки Гибралтара с номиналами в песетах, поскольку тогда испанская валюта осталась единственным законным платёжным средством на территории Гибралтара.

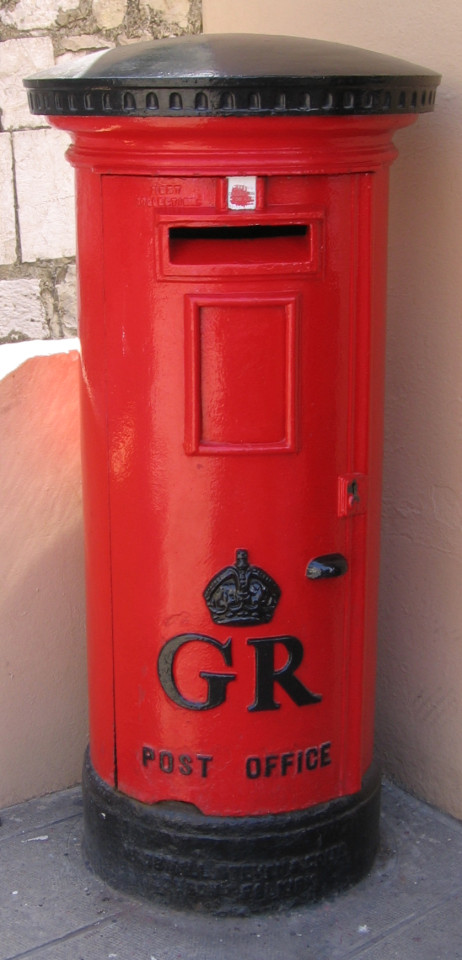
Стоячий почтовый ящик эпохи Георга V на улицах Гибралтара

В течение первых пятидесяти лет, вплоть до 1907 года, отделение несло ответственность не только за почтовую связь в Гибралтаре, но и за британскую почту в Марокко.
В 2005 году Елизавета II даровала почтовому ведомству Гибралтара звание «Королевского». На данный момент почтовое ведомство Гибралтара — единственное в пространстве Содружества наций и британских заморских территорий за пределами Великобритании, которое имеет данный титул.
Почтовое ведомство имеет традиционные красные стоячие почтовые ящики, верхние части которых часто окрашиваются в чёрный цвет.
Несмотря на небольшие размеры территории, задержки с сортировкой и доставкой местных почтовых отправлений привели к тому, что доставка писем может занять до недели.

## Услуги

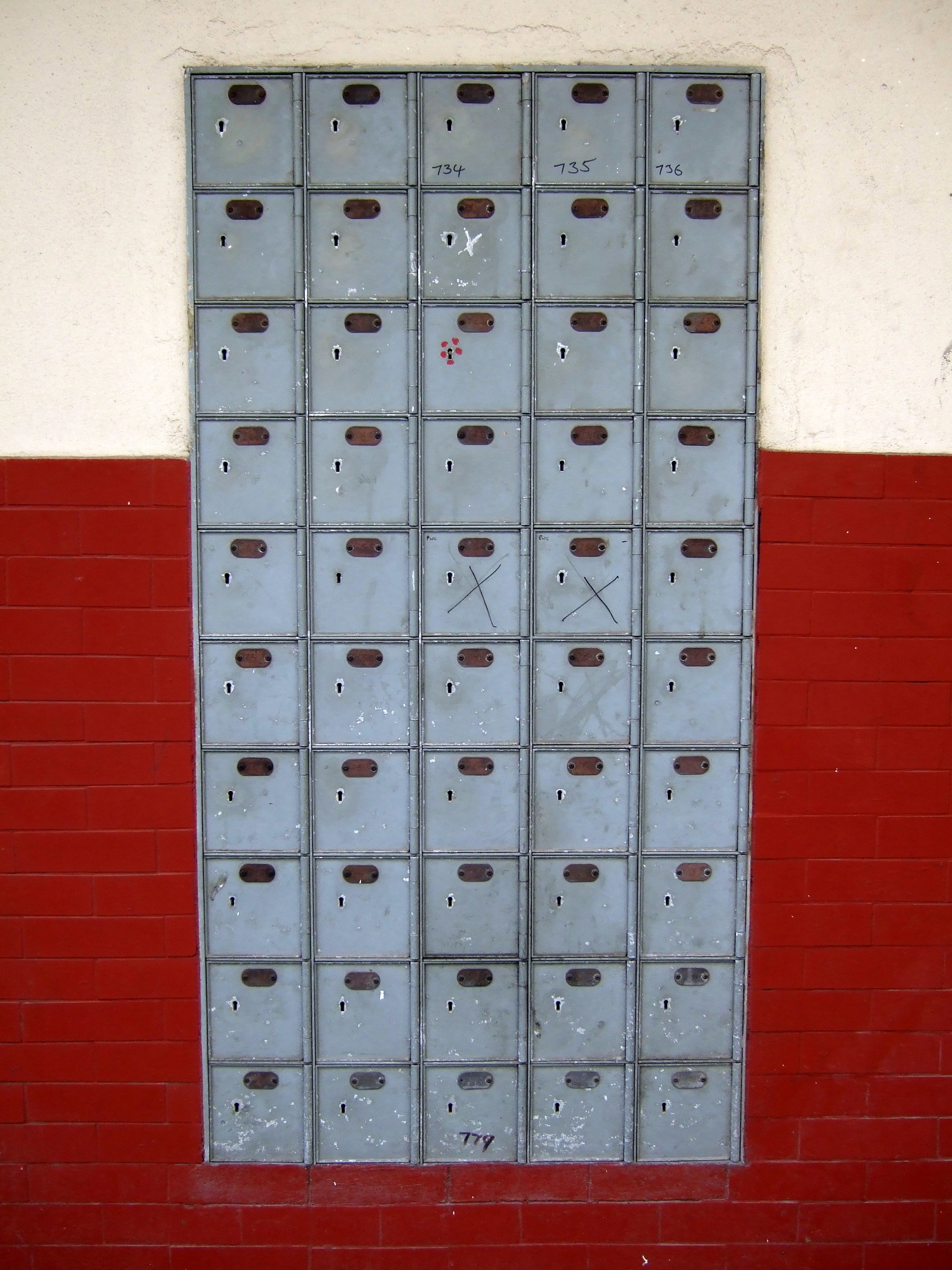
Абонентские ящики почты Гибралтара

Королевское почтовое ведомство Гибралтара предоставляет следующие услуги:
- Доставка писем
- Доставка посылок и бандеролей
- Авиапочта
- Экспресс-почта (EMS)
- Доставка «до востребования»
- Абонентские ящики
- Заказные почтовые отправления
- Денежные отправления (почтовые ордера Великобритании)

Банковские услуги предоставляются через Сберегательный банк Гибралтара, который также входит в состав правительства Гибралтара.

## Почтовые отделения

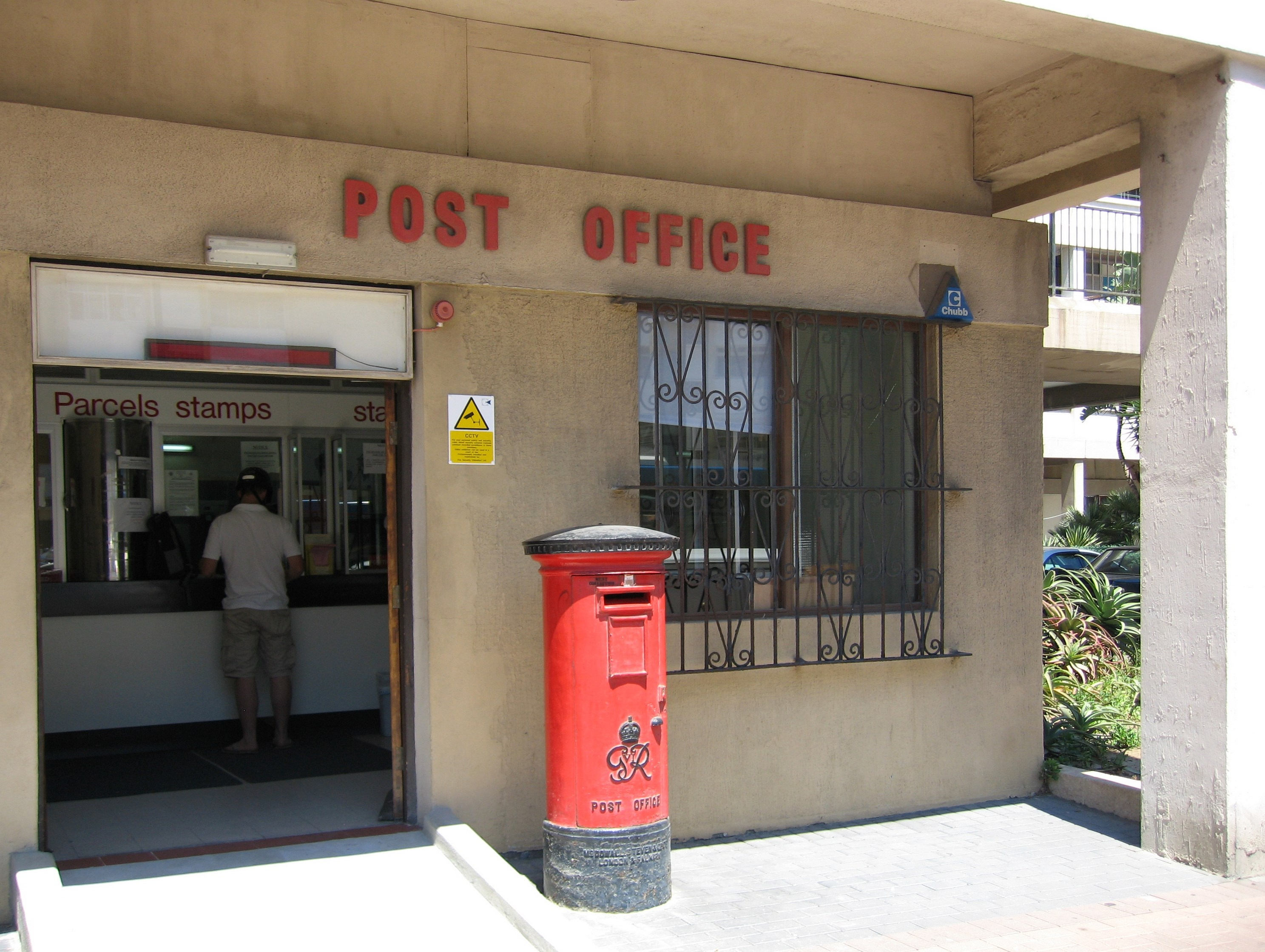
Почтовое отделение Северного округа

Королевское почтовое ведомство Гибралтара имеет ряд отделений на территории Гибралтара:
- Главный офис — здание Викторианской эпохи, расположенное на главной улице[4].
- Абонентские почтовые ящики — Ирландский квартал
- Операционный центр доставки писем и посылок

Почтовые отделения на Гласис-роуд (Северный округ) и в Скад-Хилл (Южный округ) были закрыты в конце 2014 года на ремонт, однако в феврале 2016 года всё ещё не функционируют. В сентябре того же года правительство заявило, что не планирует открывать вновь ни одно почтовое отделение; министр Джо Боссано объяснил, что ранее поступило предложение разместить отделения Сберегательного банка Гибралтара в помещениях почтового ведомства, но «когда считалось, что деньги были получены, оказалось, что они не являются финансово жизнеспособными».